# George Hoyt Whipple
George Hoyt Whipple (n. 28 august 1878, Ashland⁠(d), New Hampshire, SUA – d. 1 februarie 1976, Rochester, New York, SUA) a fost un medic, patolog și cercetător american în domeniul biomedical.
În 1934, împreună cu George Richards Minot și William Parry Murphy, a primit Premiul Nobel pentru Medicină pentru descoperiri privind tratamentul ficatului în caz de anemie.
A efectuat cercetări sistematice în domeniul pigmenților biliari și a realizat o dietă împotriva anemiei pernicioase.
A efectuat teste pe câini (cărora le-a provocat anemie prin prelevarea unei cantități de sânge) și cărora prin alimentarea cu carne (în special ficat, care este bogat în fier), fasole, le-a stimulat generarea de eritrocite.
La stabilirea acestui regim alimentar au mai efectuat studii și colaboratorii săi Minot și Murphy.
Astfel, Whipple a ajuns la concluzia că fierul joacă un rol important în producția de globule roșii de către măduva oaselor.
Mai târziu, Arzt W. Castle a pus în evidență o substanță aflată în sucul gastric (factor intrinsec) care inhibă anihilarea vitaminei B12 din acidul gastric și astfel această vitamină este resorbită în intestinul subțire, ccea ce este vital pentru producerea de eritrocite.
În 1948 și în anul următor, Karl August Folkers și Alexander Todd au pus în evidență și factorul extrinsec, aflat la nivelul ficatului.
În 1907, Whipple a descris ceea ce ulterior avea să fie denumită maladia Whipple.